# Dr.-Kahlbaum-Allee
De Dr.-Kahlbaum-Allee is een promenade met park in de Duitse stad Görlitz. De groene allee grenst aan het Brückenpark, een door de Europese Unie gefinancierd project waarin enkele bestaande parken in Görlitz en in de aan de oostzijde van de Neisse gelegen Poolse stad Zgorzelec zijn opgenomen.
De Dr.-Kahlbaum-Allee verbindt het Stadtpark met de zuidelijker gelegen parken aan de Neisse, waaronder de Friedenshöhe en het Weinbergpark.
De promenade werd aangelegd in 1829 langs tuinen en zomerhuisjes. Aan deze promenade verrezen uitspanningen als Tivoli.
Voor het groeiende autoverkeer naar de in 1972 geopende grensovergang met Polen via de Paus Johannes-Paulus II-brug werd de weg verbreed en kwam er minder groen. In 2018 is de weg weer versmald en is de promenade met diverse bomen in ere hersteld. In het parkgedeelte is onder andere een speeltuin, uitkijkpunt en een standbeeld van toneelschrijver, filosoof en dichter Friedrich von Schiller te vinden. Het parkgedeelte ligt tegenover het Andrzej Błachaniecpark aan de overzijde van de Neisse in Zgorzelec.